# Езанатолья
Езанатолья (італ. Esanatoglia) — муніципалітет в Італії, у провінції провінція Мачерата, регіон Марке.
Езанатолья розміщена на відстані близько 160 км на північ від Рима, 65 км на південний захід від Анкони, 45 км на захід від Мачерати.
Населення — 2065 осіб (2014).
Покровитель — Santa Anatolia.

## Демографія
Населення за роками:

Станом на 1 січня 2023 року в муніципалітеті офіційно проживали 142 іноземці з 17 країн, серед них 18 громадян країн Євросоюзу та 5 громадян України.

## Сусідні муніципалітети
- Фабріано
- Ф'юміната
- Мателіка